# Novaculops alvheimi
Novaculops alvheimi là một loài cá biển thuộc chi Novaculops trong họ Cá bàng chài. Loài này được mô tả lần đầu tiên vào năm 2013.

## Từ nguyên
Từ định danh của loài này được đặt theo tên của Oddgeir B. Alvheim đến từ Viện Nghiên cứu Hải dương học Na Uy, người đã phát hiện ra hai mẫu vật của N. alvheimi từ lưới kéo của tàu nghiên cứu Dr. Fridtjof Nansen.

## Phạm vi phân bố và môi trường sống
N. alvheimi có phạm vi phân bố nhỏ hẹp ở Tây Nam Ấn Độ Dương. Loài này hiện chỉ được ghi nhận tại bãi cạn Cargados Carajos (nằm ở phía đông bắc của Mauritius) ở độ sâu khoảng 60 m.

## Mô tả
Hai mẫu vật của N. alvheimi có chiều dài cơ thể đo được lần lượt là 9,6 cm (cá đực) và 8,3 cm (cá cái). Cá đực có nhiều dải sọc mờ ở trên cơ thể: màu nâu da cam phía dưới gốc vây lưng; màu xanh lam ở vùng thân dọc theo đường bên; màu xanh lam sáng phớt màu vàng ở vùng thân giữa; màu trắng xanh ở thân dưới. Mõm và gáy màu xám phớt cam với một vệt xiên màu cam sẫm phía sau mắt; phần còn lại của đầu màu vàng nhạt. Mống mắt màu đỏ tươi. Vây lưng có gai màu xanh lam (phần còn lại của vây màu cam nhạt); vây ngực màu vàng nhạt với một đốm đen ở gốc; các vây còn lại đều màu cam sáng. Cá cái màu hồng tía với hai dải sọc ngang màu trắng ở thân dưới. Một vệt xiên màu đỏ tía từ gáy kéo dài đến vùng trên của nắp mang; các vây màu vàng cam nhạt.
Số gai ở vây lưng: 9; Số tia vây ở vây lưng: 12; Số gai ở vây hậu môn: 3; Số tia vây ở vây hậu môn: 12; Số tia vây ở vây ngực: 12; Số gai ở vây bụng: 1; Số tia vây ở vây bụng: 5.

### Trích dẫn
- J. E. Randall (2013). "Seven new species of labrid fishes (Coris, Iniistius, Macropharyngodon, Novaculops, and Pteragogus) from the Western Indian Ocean" (PDF). Journal of the Ocean Science Foundation. Quyển 7. tr. 1–43.